# طواف كولومبيا 2008
طواف كولومبيا 2008 هي النسخة 58 من طواف كولومبيا (سباق دراجات هوائية) أقيم في الفترة من 10 إلى 25 مايو 2008. توج الكولومبي جيوفاني بايز بطلاً بعد أن قطع المسافة بـ 50 ساعة و 25 دقيقة و 55 ثانية عبر سهول وجبال كولومبيا. وفاز في المرحلة الأخيرة من السباق عبر شوارع كالي أرتور غارسيا.
كان بايز البالغ من العمر 27 عامًا هو الدراج رقم 33 الذي يفوز بطواف كولومبيا.